# Nottfeld
Nottfeld (tiếng Đan Mạch: Notfeld) là một đô thị thuộc huyện Schleswig-Flensburg, trong bang Schleswig-Holstein, nước Đức. Đô thị Nottfeld có diện tích 3,18 km², dân số thời điểm 31 tháng 12 năm 2006 là 139 người.